# Drepananthus pahangensis
Drepananthus pahangensis là loài thực vật có hoa thuộc họ Na. Loài này được Murray Ross Henderson mô tả khoa học đầu tiên năm 1927.
Năm 1955 James Sinclair di chuyển nó sang chi Cyathocalyx và cho tới gần đây người ta coi danh pháp chính thức là Cyathocalyx pahangensis.
Năm 2010 Surveswaran S. et al. chuyển nó trở lại chi  Drepananthus.

## Phân bố
Malaysia bán đảo, Sumatra (Indonesia).